# 2013年美國高爾夫公開賽

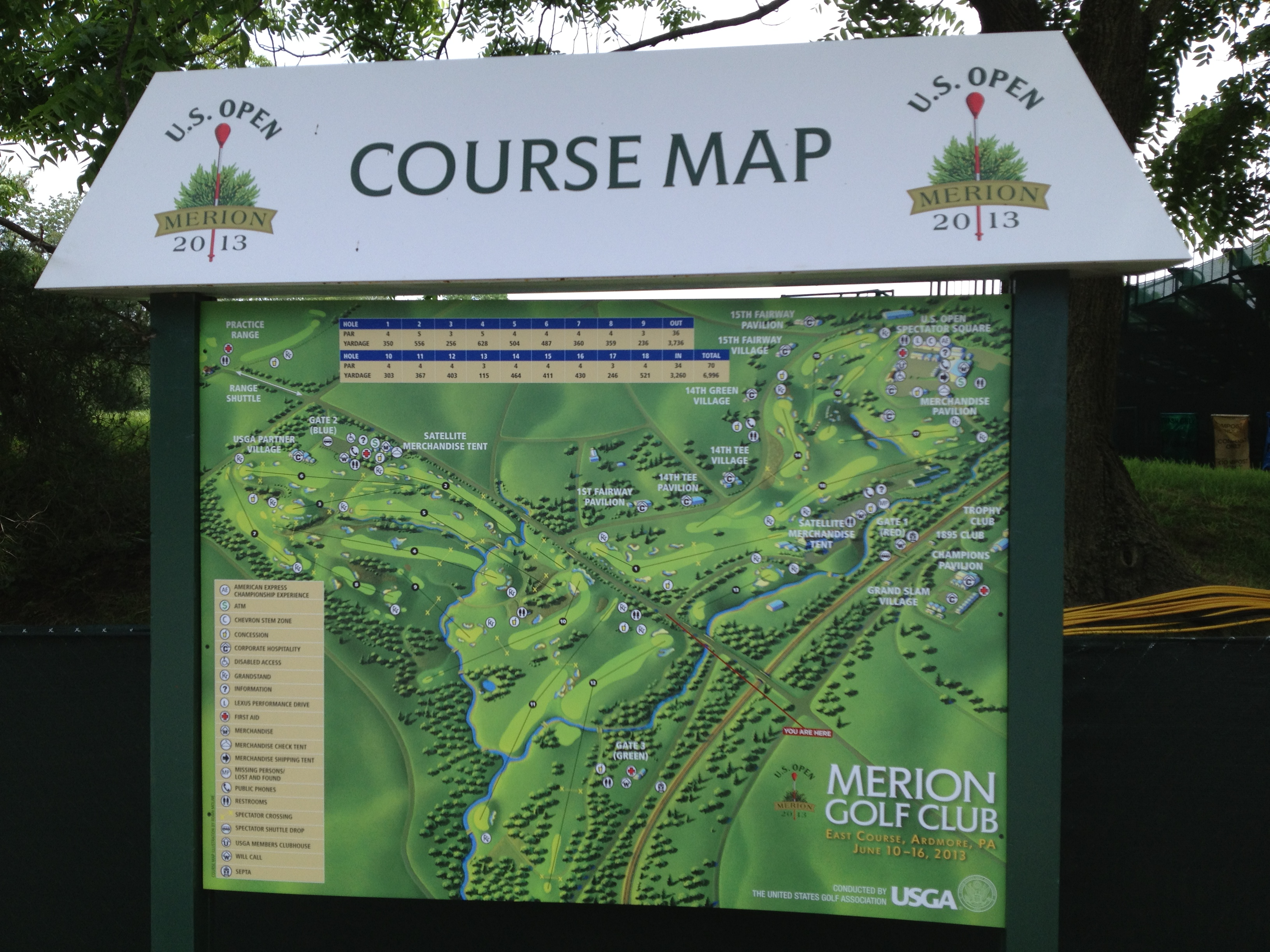
2013年美國高爾夫公開賽比賽路線圖。

2013年美國高爾夫公開賽（英語：2013 U.S. Open）為第113屆美國高爾夫公開賽，比賽於賓夕法尼亞州費城西部的阿德莫爾的梅里恩高爾夫俱樂部進行。原本比賽設定在6月13日至6月16日展開，不過由於6月13日比賽時下雨導致第一輪比賽和第二輪比賽其時程表受到影響。這次四輪公開賽之中，選手平均在一輪比賽中擊出74桿（高於標準桿4桿）以上的成績。最後比賽由賈斯汀·羅斯以高達281桿（高於標準桿1桿）的高分奪得冠軍，這也是他本人第一座四大賽冠軍。另外賈斯汀·羅斯也創下了繼東尼·傑克林於1970年美國高爾夫公開賽奪下冠軍後首位歐洲選手，以及自尼克·佛度贏得1996年美國名人賽後再度奪得四大賽冠軍的英格蘭球員。
在其後排名第二名者為同樣達成283桿紀錄的簡森·戴伊Jason Day與菲爾·米克森，而上次於舊金山奧林匹克俱樂部奪得美國高爾夫公開賽冠軍的韋伯·辛普森則排行在第三十二名。另外在這場比賽中，肖恩·斯蒂芬尼在第十七洞時以229碼（209公尺）的距離達成一桿進洞，這也是美國高爾夫公開賽過去分別在1934年、1950年、1971年和1981年於梅里恩高爾夫俱樂部舉辦以來首次的一桿進洞紀錄。

## 外部連結
- （英文） The Official Site of the 113th U.S. Open Championship Conducted By The USGA
- （英文） USGA
- （英文） U.S. Open Championship
- （英文） U.S. OPEN CHAMPIONSHIP 2013（页面存档备份，存于）
- （英文） 2013 U.S. Open at the Merion Golf Club, Ardmore, Penn（页面存档备份，存于）

40°00′04″N 75°18′43″W / 40.001°N 75.312°W